# Herbert Salcher
Herbert Salcher (Innsbruck, 3 de novembro de 1929 - Viena, 9 de novembro de 2021) foi um político austríaco. Membro do Partido Social-Democrata da Áustria, foi Ministro dos Assuntos Sociais de 1970 a 1976, Ministro Federal da Saúde e Proteção Ambiental de 1979 a 1981 e Ministro das Finanças.